# Минаевщина (Городнянский район)
Минаевщина (укр. Минаївщина) — село,
Моложавский сельский совет,
Городнянский район,
Черниговская область,
Украина.
Код КОАТУУ — 7421486406. Население по переписи 2001 года составляло 81 человек .

## Географическое положение
Село Минаевщина находится в большом лесном массиве урочище Васильковские Дачи
на расстоянии в 1,5 км от села Моложава.